# طرح‌نگار تماسی
لیتوگرافی تماسی یا طرح‌نگار تماسی (به انگلیسی: Contact lithography)، یک نوع طرح‌نگار نوری است که به عنوان چاپ تماسی نیز شناخته می‌شود که در آن، تصویر آماده چاپ با تاباندن نور به یک ماسک تصویر در تماس مستقیم با یک زیرلایه پوشش داده شده با یک لایه تصویربرداری مقاوم در برابر نور (لاک نوری) است.

## تاریخچه
اولین مدارهای مجتمع دارای ویژگی‌های ۲۰۰ میکرومتر بودند که با استفاده از لیتوگرافی تماسی چاپ شدند. این روش در دهه ۱۹۶۰ میلادی محبوب بود تا اینکه با چاپ مجاورتی جایگزین شد، جایی که یک شکاف بین ماسک نوری و زیرلایه ایجاد می‌شود. چاپ مجاورتی وضوح ضعیف‌تری نسبت به چاپ تماسی داشت (به دلیل وجود شکافی که باعث پراش بیشتر می‌شود) اما نقایص بسیار کمتری ایجاد می‌کرد. وضوح برای تولید تا ۲ میکرومتر کافی بود. در سال ۱۹۷۸، سیستم تصویر مرحله و تکرار ظاهر شد. این سیستم به دلیل کاهش تصویر ماسک مورد استقبال گسترده قرار گرفت و امروزه همچنان مورد استفاده قرار می‌گیرد.
لیتوگرافی تماسی هنوز هم کاربردی است و معمولاً در کاربردهایی که به مقاومت لاک نوری ضخیم و/یا تراز و نوردهی دو طرفه نیاز دارند، استفاده می‌شود. کاربردهای پیشرفته بسته‌بندی سه‌بعدی، دستگاه‌های نوری و سیستم‌های میکرو الکترومکانیکی (MEMS) در این گروه قرار می‌گیرند. علاوه بر این، سیستم تماس مشابه همانی است که در فرایندهای چاپ استفاده می‌شود.
طبق دو تحول اخیر، پتانسیل لازم برای بازگشت طرح‌نگار تماسی به طرح‌نگار نیمه‌هادی فراهم شده‌است. تحول اول، بهبودهای تشدید پلاسمون سطحی است که شامل استفاده از فیلم‌های نقره به عنوان لنز است که به وضوح کمتر از ۵۰ و حتی ۲۲ نانومتر با استفاده از طول موج ۳۶۵ و ۴۳۶ نانومتر می‌رسند. رابطه پراکندگی اگزوتیک (خارجی) پلاسمون سطحی منجر به طول موج بسیار کوتاه شده‌است که به شکستن حد پراش کمک می‌کند. تحول دوم، طرح‌نگار نانو چاپ است که در خارج از بخش نیمه‌هادی محبوبیت پیدا کرده‌است (به عنوان مثال هارد دیسک، بیوتکنولوژی) و کاندیدای طرح‌نگار نیمه‌هادی زیر ۴۵ نانومتر، روش‌های کاهش نقص در محرک و بهبود یکنواختی ماسک‌های در تماس با زیرلایه است. طرح‌نگار چاپی مرحله‌ای و تابش (SFIL)، یک شکل محبوب از طرح‌نگار نانوچاپ است که شامل پختن فیلم چاپی با اشعه فرابنفش است و اساساً از همان چیدمان طرح‌نگار تماسی استفاده می‌کند.

## اصول عملکرد
به‌طور کلی، ماسک تصویر خریداری/تولید شده، متشکل از الگوهای کروم مات بر روی یک صفحه شیشه‌ای شفاف است. در این روش، یک نمونه (یا " زیرلایه") با یک فیلم نازک از لاک نوری حساس به اشعه فرابنفش پوشانده می‌شود. سپس نمونه در زیر ماسک تصویر قرار می‌گیرد و در مقابل آن، جهت "تماس" فشار داده می‌شود. نمونه "در معرض تابش نور" قرار می‌گیرد که در طی آن، نور فرابنفش از سمت بالای ماسک تصویر تابانده می‌شود. لاک نوری که در زیر شیشه شفاف قرار دارد، در معرض نور قرار گرفته و توسط یک توسعه دهنده قابل حل می‌شود، در حالی که لاک نوری زیر کروم، هیچگونه اشعه فرابنفشی دریافت نکرده و پس از توسعه سالم باقی خواهد ماند؛ بنابراین الگو ممکن است به صورت ماده مقاوم حساس به نور از ماسک تصویر به یک نمونه منتقل شود. سپس ممکن است الگو از طریق هر تعداد فرایند میکرو ساخت، مانند اچ یا لیفت آف، به‌طور دائمی به زیرلایه منتقل شود. از یک ماسک تصویر ممکن است بارها برای تولید مجدد یک الگو بر روی زیرلایه‌های مختلف استفاده شود. به‌طور کلی برای انجام این عملیات از "تراز کننده تماس " استفاده می‌شود، بنابراین ممکن است الگوهای قبلی روی یک زیرلایه با الگویی که می‌خواهد در معرض تابش قرار داده شود، مطابقت داشته باشد.
با خروج از سطح مشترک ماسک تصویر-لاک نوری، نور تشکیل دهنده تصویر حین عبور از لاک نوری در معرض پراش میدان نزدیک قرار می‌گیرد. پراش باعث می‌شود تا با افزایش عمق لاک نوری، کنتراست تصویر از بین برود. این را می‌توان با محو شدن سریع امواج میرای مرتبه بالاتر با افزایش فاصله از سطح مشترک ماسک تصویر-لاک نوری توضیح داد. با استفاده از لاک نوری نازک‌تر، می‌توان تا حدی این اثر را کاهش داد. بهبودهای کنتراست براساس تشدید پلاسمون و فیلم‌های عدسی اخیراً فاش شده‌است. مزیت اصلی طرح‌نگار تماسی از بین بردن نیاز به طرح اپتیک پیچیده بین شی و تصویر است. محدودیت وضوح در سیستم‌های طرح نوری امروزی از اندازه محدود لنز تصویربرداری نهایی و فاصله آن از صفحه تصویر سرچشمه می‌گیرد. به‌طور دقیق‌تر، طرح نوری فقط می‌تواند طیف بسامد فضایی محدودی را از جسم بگیرند (ماسک تصویر). چاپ تماسی چنین محدودیتی برای وضوح ندارد اما به وجود نقص در ماسک یا روی زیرلایه حساس است.

## انواع ماسک‌های تماسی
انواع مختلفی از ماسک‌های لیتوگرافی تماسی وجود دارد که می‌توان به سه مورد زیر اشاره کرد:
ماسک دامنه شدت باینری استاندارد، مناطق تاریک و روشن را ایجاد می‌کند که در آن نور به ترتیب مسدود یا منتقل می‌شود. نواحی تاریک فیلم‌هایی طرح‌دار هستند که از کروم یا فلز دیگر تشکیل شده‌اند.
ماسک کوپلاژ نور دارای سطح دی‌الکتریک موج‌دار است. هر برآمدگی به عنوان یک موجبر موضعی عمل می‌کند. در نتیجه این اثر هدایت موضعی، نور عمدتاً از طریق برآمدگی‌ها منتقل می‌شود. از آنجا که به منطقه تماس کمتری نیاز است، احتمال نقص در آن کمتر است.
یک ماسک ترکیبی تماسی-نانوچاپ از تصویربرداری تماسی و چاپ مکانیکی استفاده می‌کند و برای بهینه‌سازی تصویربرداری از ویژگی‌های بزرگ و کوچک همزمان با حذف مسائل مربوط به لایه باقیمانده پیشنهاد شده‌است.
ماسک‌های تماسی به‌طور سنتی نسبتاً بزرگ (بزرگتر از ۱۰۰ میلی‌متر) بوده‌اند اما ممکن است که تلرانسهای هم‌ترازی به اندازه‌های ماسک کوچکتر نیاز داشته باشند تا گام‌بندی بین تابش‌ها انجام شود.
همانند طرح‌نگار نانوچاپ، ماسک باید تقریباً دارای همان اندازه ویژگی تصویر مورد نظر باشد. ماسک‌های تماسی را می‌توان مستقیماً از ماسک‌های تماسی دیگر یا با نوشتن مستقیم (به عنوان مثال طرح‌نگار پرتو الکترونی) تشکیل داد.

## بهبودهای وضوح
همان‌طور که در بالا اشاره شد، لاک نوری نازک‌تر می‌تواند به بهبود کنتراست تصویر کمک کند. هنگام کاهش جذب و محو شدن موج میرا، بازتابش از لایه زیرین لاک نوری نیز باید در نظر گرفته شود.
پیش‌بینی شده‌است که وضوح لیتوگرافی تماسی از دوره تناوب ۱/۲۰ طول موج پیشی بگیرد.
وضوح گام طرح‌نگار تماسی را می‌توان به راحتی با تابش‌های متعدد و ایجاد تصاویر ویژگی بین ویژگی‌های قبل تابش، افزایش داد. این همانند ویژگی‌های آرایه تو در تو همانند طرح حافظه مناسب است.
پلاسمون‌های سطحی نوسانات جمعی الکترون‌های آزاد محدود به سطوح فلزی هستند. آنها شدیداً به نور کوپل می‌شوند و پلاریتونهای پلاسمون سطح را تشکیل می‌دهند. این تحریکات به‌طور مؤثری مانند امواج با طول موج بسیار کوتاه (نزدیک به منطقه اشعه ایکس) رفتار می‌کنند. با تحریک چنین نوساناتی در شرایط مناسب، چندین ویژگی می‌توانند در بین یک جفت شیار در ماسک تماسی ظاهر شوند. وضوح قابل دستیابی با امواج ایستاده پلاریتون پلاسمون سطحی بر روی یک فیلم فلزی نازک‌تر از ۱۰ نانومتر با طول موج در محدوده ۳۹۰–۳۸۰ نانومتر با استفاده از یک فیلم نقره با ضخامت کوچکتر از ۲۰ نانومتر است. همچنین، شکاف‌های باریک عمیق در توریهای انتقال فلزی، امکان تشدیدهایی را دارند که نور عبوری از شکاف‌ها را تقویت می‌کنند.
یک لایه از فیلم فلزی، به عنوان یک «لنز عالی» برای تقویت امواج میرا عمل می‌کند و در نتیجه کنتراست تصویر افزایش می‌یابد. این امر مستلزم تنظیم گذردهی برای داشتن یک عدد واقعی منفی است، به عنوان مثال نقره در طول موج ۴۳۶ نانومتر. استفاده از چنین لنزی اجازه می‌دهد تا تصویربرداری با تلرانس بیشتر فاصله بین ماسک و لاک نوری حاصل شود که با استفاده از تداخل پلاسمون سطحی، به عنوان مثال یک‌نیمه گام ۲۵ نانومتری با طول موج ۴۳۶ نانومتر، افزایش وضوح بیشتر تصویر بدست می‌آید. اثر لنز کامل فقط برای شرایط خاص مؤثر است اما وضوح (با تقریب زیاد) برابر ضخامت لایه را می‌دهد. از این رو، وضوح زیر ۱۰ نانومتر نیز با این رویکرد امکان‌پذیر به نظر می‌رسد.
استفاده از تداخل پلاسمون سطحی نسبت به سایر تکنیک‌های طرح‌نگاری، برتری دارد زیرا تعداد ویژگی‌های ماسک می‌تواند بسیار کمتر از تعداد ویژگی‌های تصویر مورد نظر باشد که ساخت و بازرسی ماسک را آسان می‌کند. در حالی که نقره متداول‌ترین فلز برای نشان دادن پلاسمون‌های سطحی برای طرح‌نگاری است، البته از آلومینیوم نیز در طول موج ۳۶۵ نانومتر استفاده شده‌است.
در حالی که این تکنیک‌های بهبود وضوح اجازه می‌دهند تا ویژگی‌های ۱۰ نانومتری مورد بررسی قرار گیرند، برای اجرای عملی باید عامل‌های دیگری را هم در نظر گرفت. به نظر می‌رسد اساسی‌ترین محدودیت، ناهمواری لاک نوری باشد که برای تناوب‌های زیر-طول موج کوتاه‌تر که انتظار می‌رود فقط مرتبه پراش صِفر انتشار یابد، غالب می‌شود. تمام جزئیات الگو در این حالت توسط امواج میرا منتقل می‌شود که برای وضوح دقیق‌تر با سرعت بیشتری محو می‌شوند. در نتیجه، ناهمواری ذاتی لاک نوری پس از توسعه می‌تواند بهتر از الگو شود.

## مشکلات نقص و آلودگی
مانند هر فناوری که به تماس سطح بستگی دارد، نقص‌ها یک نگرانی جدی هستند. نقص‌ها به ویژه از دو نظر برای طرح‌نگار تماسی مضر هستند. اولاً، یک نقص سخت می‌تواند فاصله بین ماسک و زیرلایه را افزایش دهد که می‌تواند به راحتی باعث از بین رفتن تصاویر مبتنی بر امواج میرا یا تداخل پلاسمون سطحی شود. دوماً، نقص‌های نرم و ملایم متصل به سطح فلزی ماسک ممکن است شکاف را برهم نزند اما هنوز هم می‌توانند توزیع موج میرا را تغییر دهند یا شرایط تداخل پلاسمون سطحی را از بین ببرند.
اکسایش سطح فلز همچنین شرایط تشدید پلاسمون را از بین می‌برد (زیرا سطح اکسید، فلز نیست).